# فرودگاه بین‌المللی مکزیکو سیتی
فرودگاه بین‌المللی مکزیکو سیتی (به انگلیسی: Mexico City International Airport) (به زبان بومی: Aeropuerto Internacional de la Ciudad de México Benito Juárez) یک فرودگاه غیرنظامی باربری با کد یاتا MEX است که یک باند فرود آسفالت دارد و طول باند آن ۳۹۰۰ متر است. این فرودگاه در شهر مکزیکو سیتی کشور مکزیک قرار دارد و در ارتفاع ۲۲۳۰ متری از سطح دریا واقع شده‌است.

## شرکت‌های هواپیمایی و مقصدهای پروازی

### مسافری

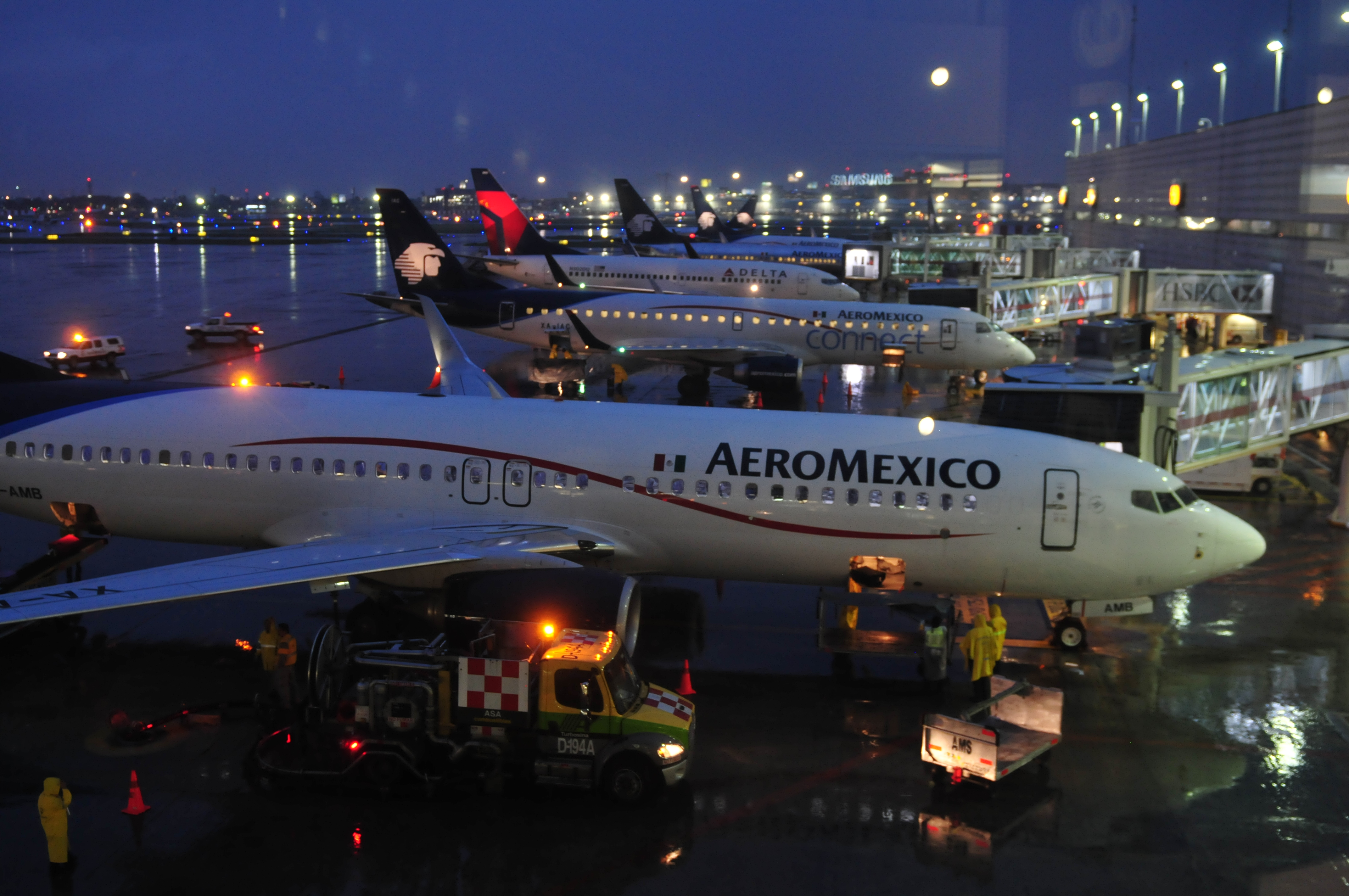
ترمینال ۲ - هواپیماهای آئرومکزیکو و دلتا ایرلاینز.

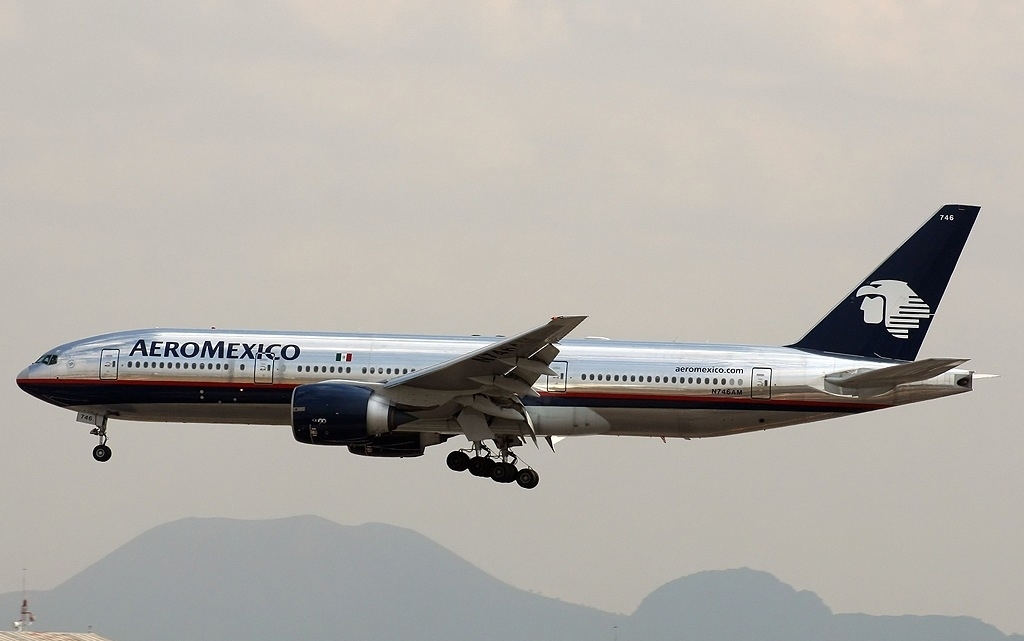
یک فروند بوئینگ ۷۷۷ آئرومکزیکو.

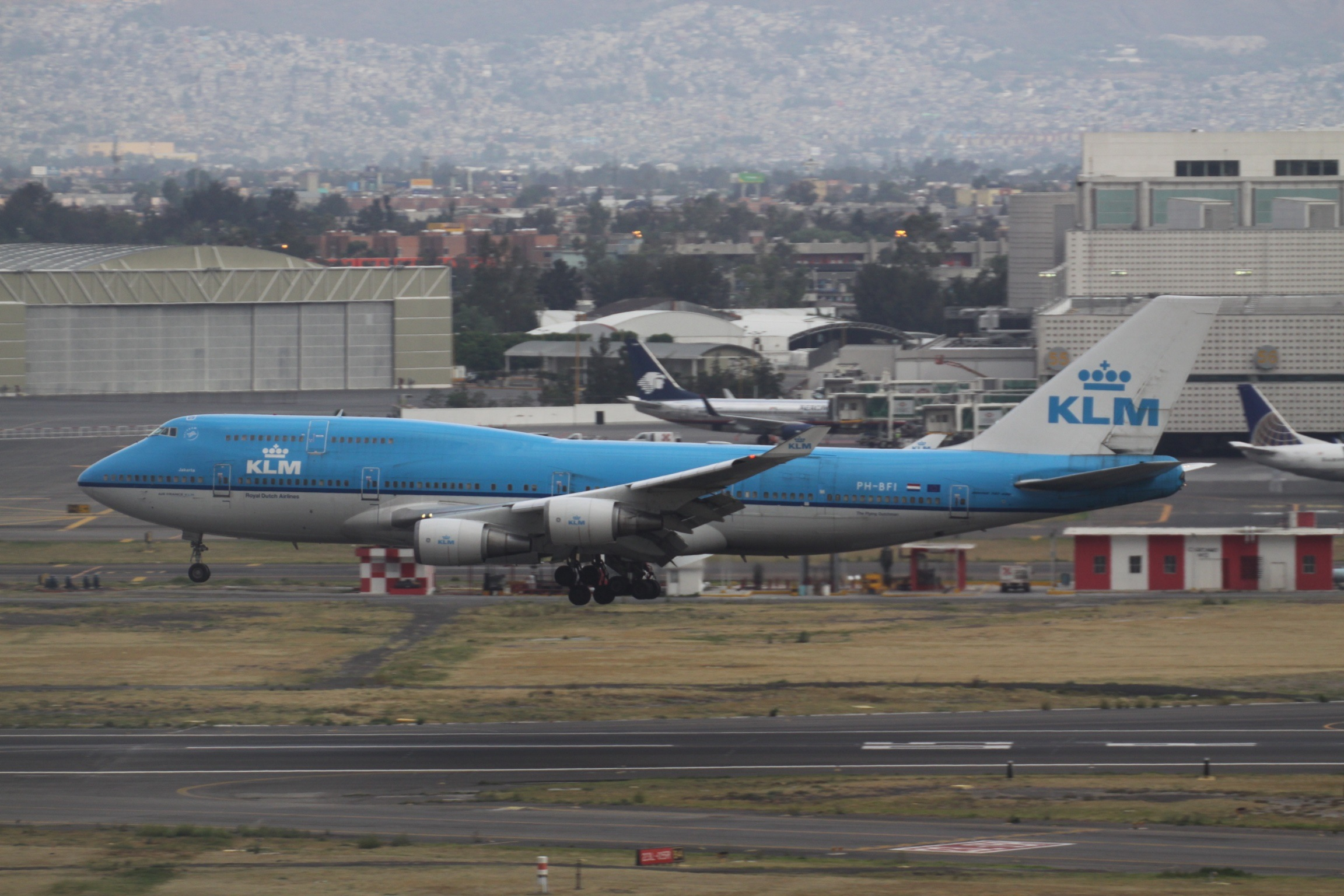
یک فروند بوئینگ ۷۴۷ کاال‌ام.

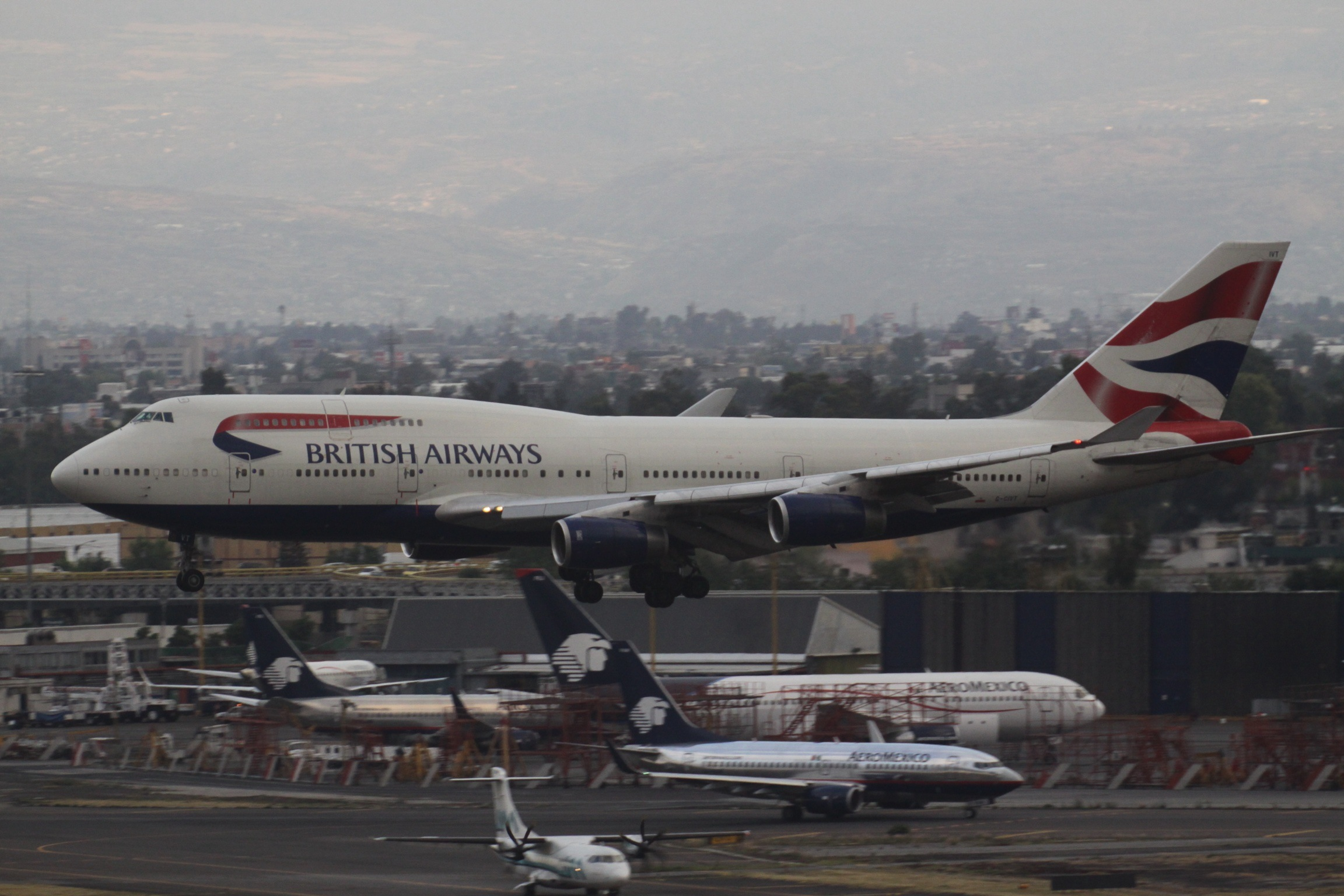
یک فروند بوئینگ ۷۴۷–۴۰۰ بریتیش ایرویز.

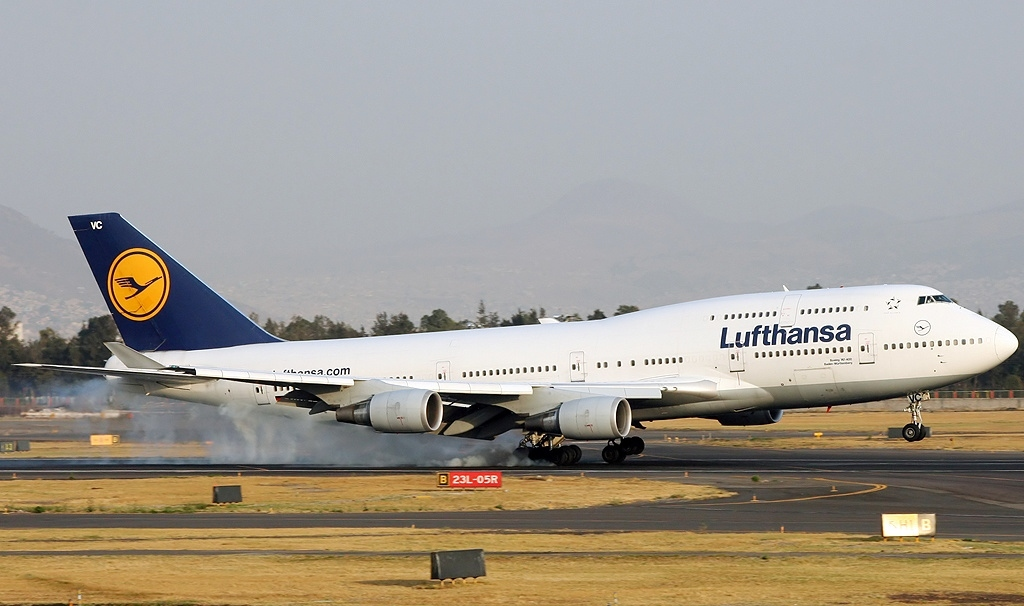
یک فروند بوئینگ ۷۴۷–۴۰۰ لوفتهانزا.

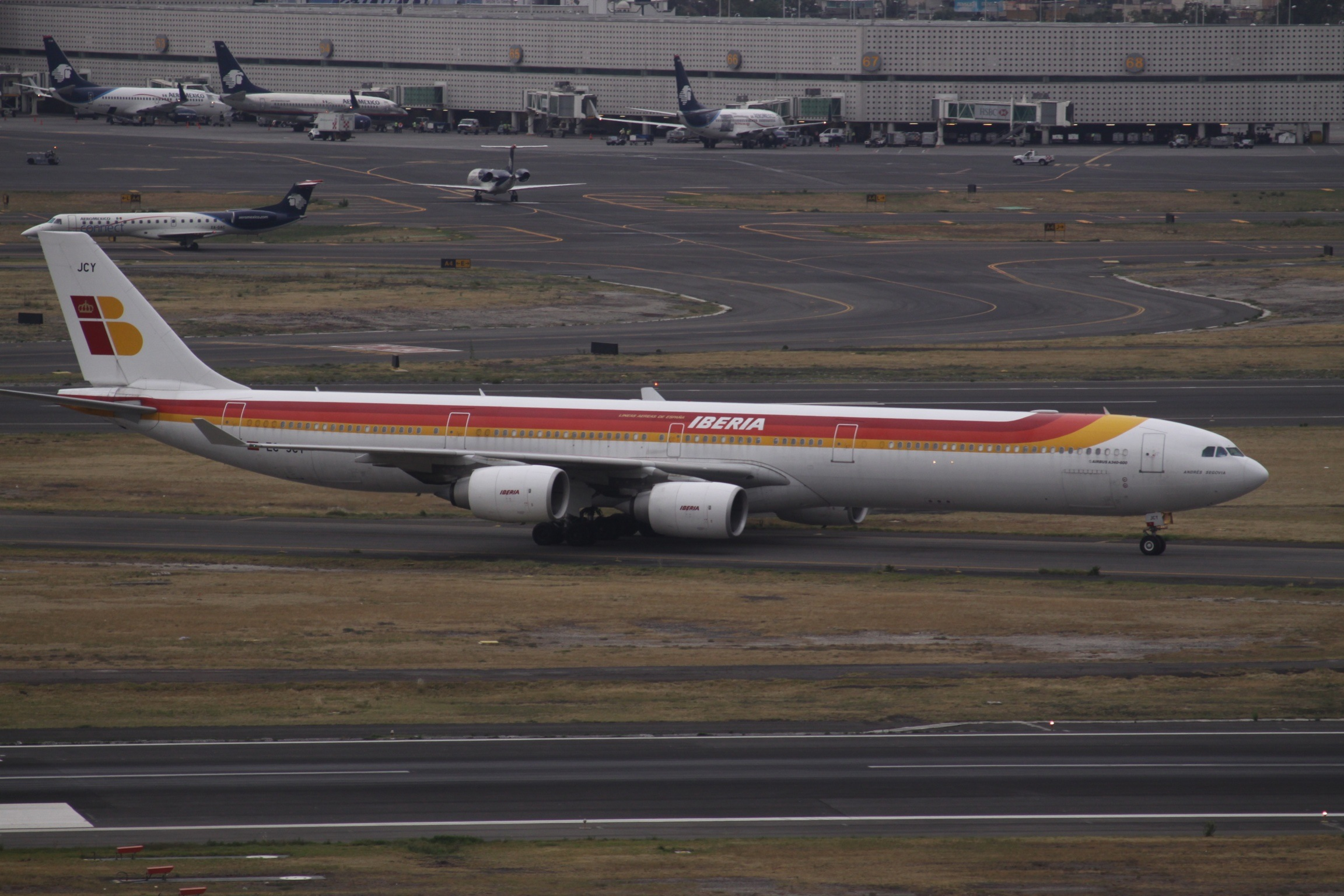
ایرباس ای۳۴۰ هوپیمایی ایبریا در حال تاکسی.

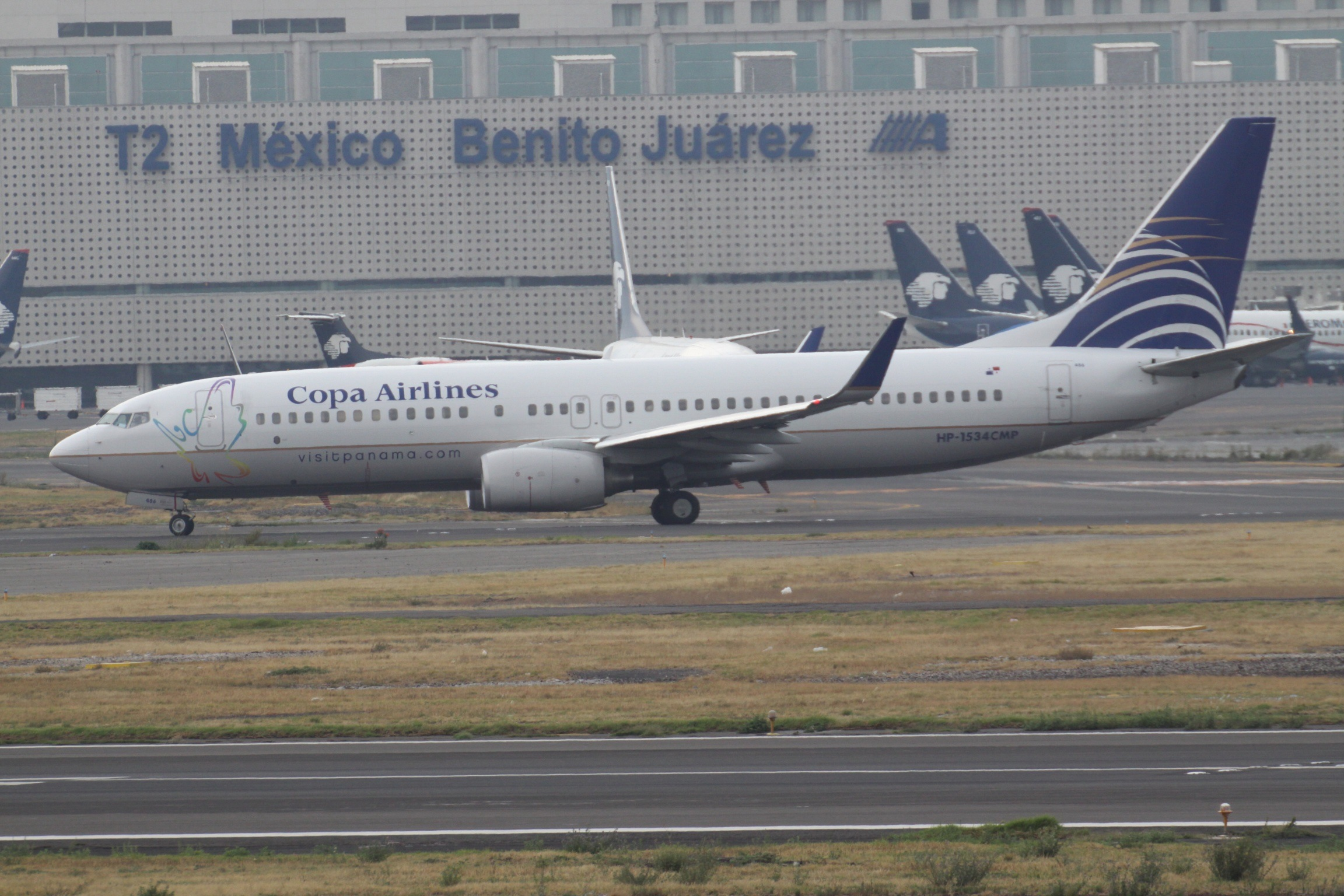
یک فروند بوئینگ ۷۳۷ کوپا ایرلاینز در حال برخاستن.

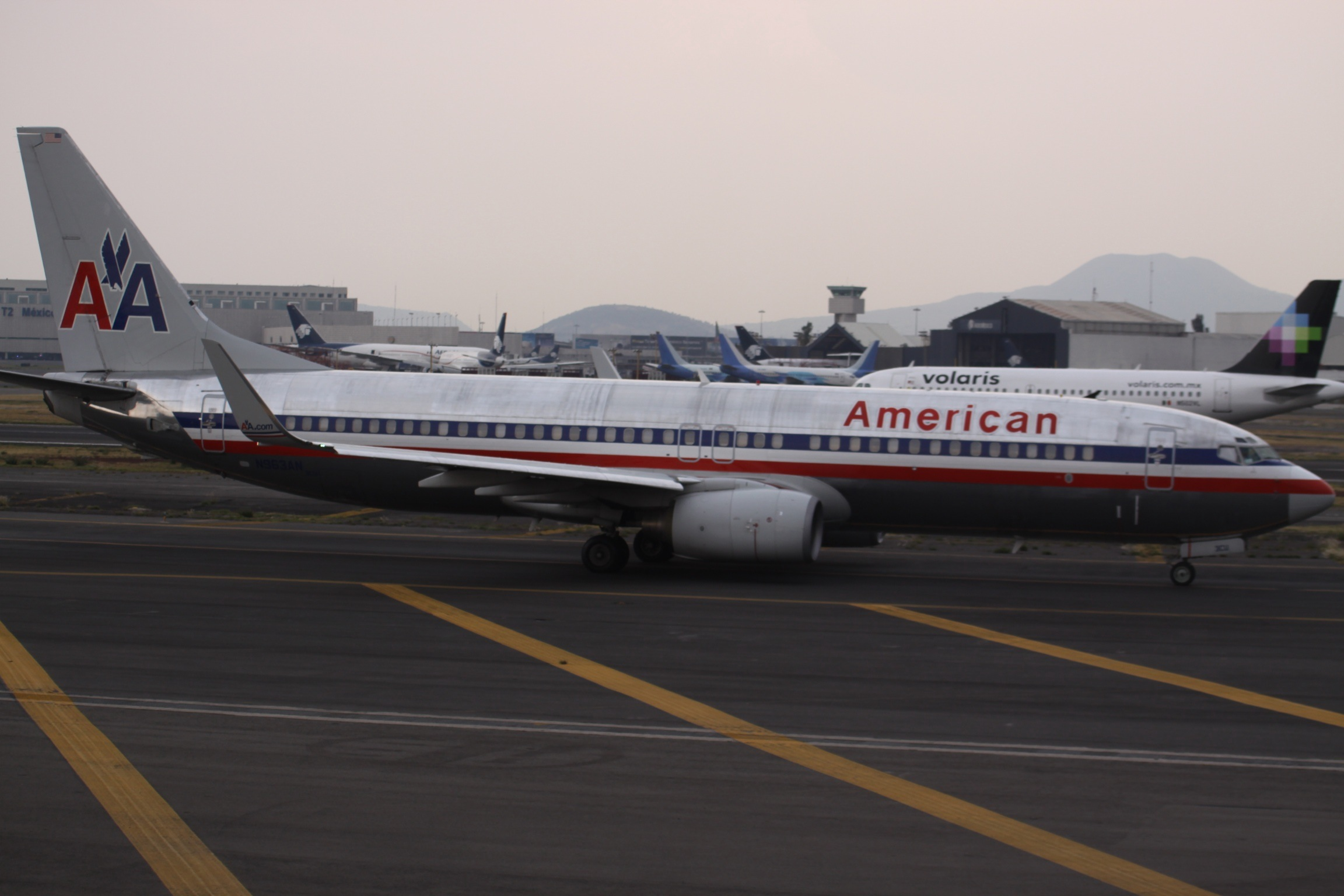
یک فروند بوئینگ ۷۳۷ امریکن ایرلاینز.

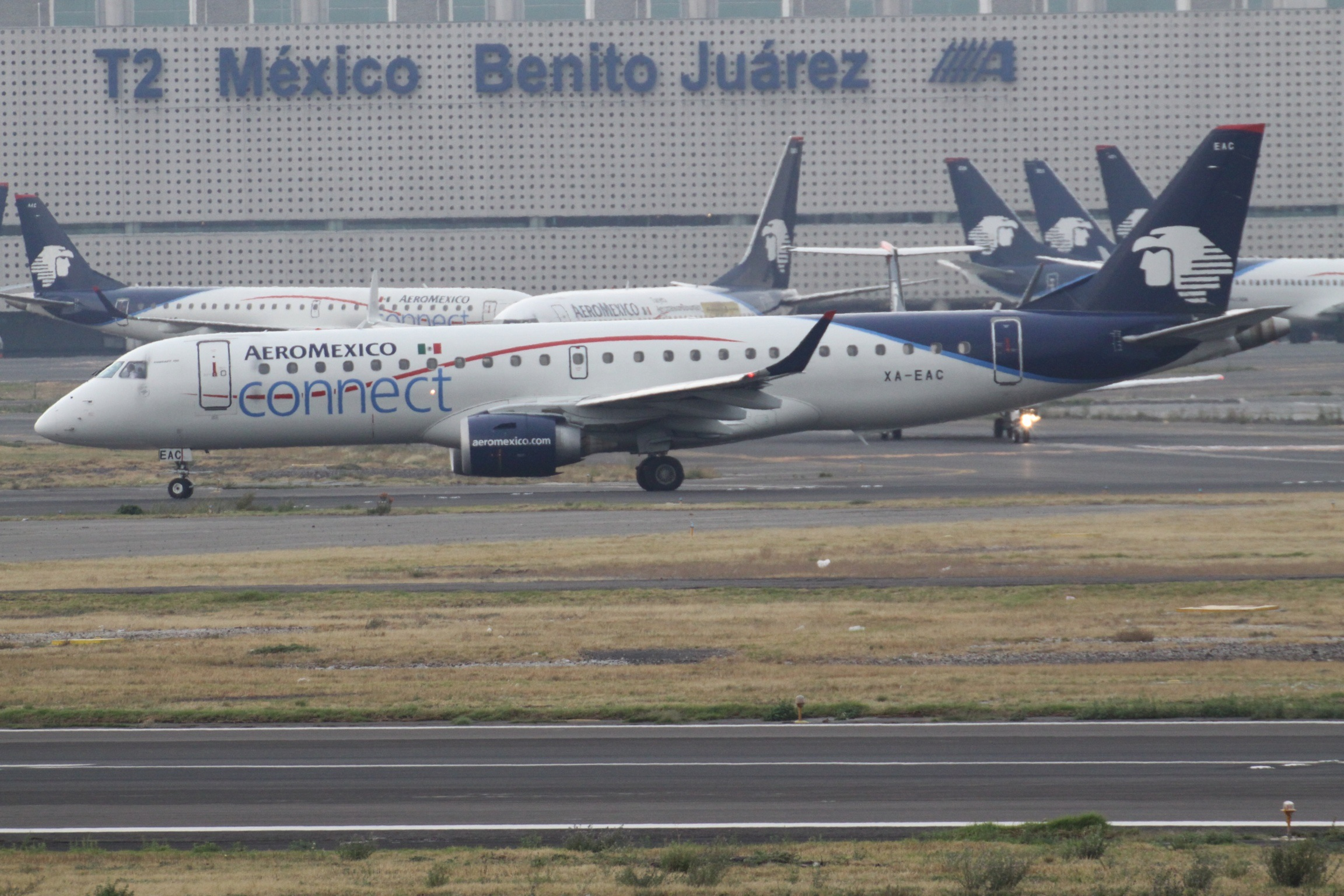
یک فروند امبرائر ئی-جت آئرومکزیکو کانکت.

| شرکت‌های هواپیمایی                  | مقصدهای پروازی |
| ---------------------------------- | --- |
| Aeromar                            | ژنرال خوان آلوارز، کانکون، کینتانا رو، ژنرال پدرو مندز، ال آی سی. میگوئل دلا مادرید، دن میگوئل هیدالگو وای کوستیا، ایکستاپا-سیواتانخو، Ixtepec، لازارو کاردناس، مک‌آلن-میلر، منیول کرسسنسیو ریجون، ونوستیانو کارآنسا، ژنرال فرنسیسکو موییکا، سوسوکوتلن، پیدراس نگراس، ملی ال تاجین، پورتو اسکاندیدو، پونچیانو آریاگا، آمادوو نروو، آنگل الباینوو کورزو، ژنرال هریبرتو یارا، کارلووس روویروسا پرز فصلی: باهیاس د هواتولکو |
| آئرومکزیکو                         | اسخیپول آمستردام، ال دورادو، لوگان، مینیسترو پیستارینی، کالگری، کانکون، کینتانا رو، اوهر شیکاگو، ژنرال روبرتو فیرو ویلالوبوس، بچیگوایلاتو، متروپولیتن شهرستان وین دیترویت، دن میگوئل هیدالگو وای کوستیا، خوزه مارتی، ژنرال ایگناسیو پسکویرا گارسیا، مک‌کاران، خورخه چاوز، هیترو لندن، لس‌آنجلس، مادرید-باراخاس، ژنرال رافائل بولنا، خوزه ماریا کوردوا، منیول کرسسنسیو ریجون، ژنرال رودلفو سانچز تابوادا، میامی، ژنرال ماریانو اسکبیدو، مونترآل-پییر الیوت ترودو، جان اف کندی، اورلاندو، توکومن، شارل دوگل پاریس، پورتلند (آغاز از ۱ دسامبر ۲۰۱۷), ال آی سی. گوستاو دیاز اورداز، نیو کیتو، سانفرانسیسکو، لوس کابوس، خوآن سانتاماریا، کومودورو ارتورو مرینو بنیتز، سائو پائولو گوارولوس، سیاتل-تاکوما (آغاز از ۱ نوامبر ۲۰۱۷), اینچئون، شانگهای پودنگ، تیخوانا، ناریتا، پیرسون تورنتو، فرنسیسکو سارابیا، آنگل الباینوو کورزو، ونکوور، کارلووس روویروسا پرز، دالس واشینگتن فصلی: ژنرال خوان آلوارز، سیوداد دل کارمن، آبراهام گونزالس، دنور، جرج بوش، تاپاچولا                                                            |
| آئرومکزیکو کانکت                   | ژنرال خوان آلوارز، ال آی سی. خزوس تران پردو، آستین، اینگ. آلبرتو اکوینا اونگای، کانکون، کینتانا رو، ژنرال روبرتو فیرو ویلالوبوس، سیوداد دل کارمن، آبراهام گونزالس، سیوداد اوبرگون، ال آی سی. میگوئل دلا مادرید (آغاز از ۱۸ سپتامبر ۲۰۱۷)، بچیگوایلاتو، دالاس-فورت ورث، ژنرال گوادالوپ ویکتوریا، دن میگوئل هیدالگو وای کوستیا، لا آررا، ژنرال ایگناسیو پسکویرا گارسیا، جرج بوش، باهیاس د هواتولکو، ایکستاپا-سیواتانخو، منیول مارکوز دلیون، دل بایو، فورت ولی، اوگوستو سزار ساندینو، پلایا دو اورو، ژنرال سرواندو کاناس، ژنرال رافائل بولنا، منیول کرسسنسیو ریجون، ژنرال رودلفو سانچز تابوادا، ملی میناتیتلان/کواتزاکوالکوس، ژنرال ماریانو اسکبیدو، ژنرال فرنسیسکو موییکا، کتسالکوآتل، سوسوکوتلن، ال آی سی. گوستاو دیاز اورداز، کوئره‌تارو، ژنرال لوسیو بلانکو، پلن دو گوادلوپ، سن آنتونیو، لوس کابوس، پونچیانو آریاگا، رامون ویلدا مورالس، السالوادور، لا امریکاس، ژنرال فرنسیسکو خاویر مینا، تاپاچولا، تیخوانا، فرنسیسکو سارابیا، آنگل الباینوو کورزو، ژنرال هریبرتو یارا، کارلووس روویروسا پرز، ژنرال لئوباردو رویز |
| ایر کانادا روژ                     | پیرسون تورنتو، ونکوور فصلی: مونترآل-پییر الیوت ترودو |
| ایر فرانس                          | شارل دوگل پاریس |
| آلاسکا ایرلاینز                    | لس‌آنجلس، سانفرانسیسکو |
| آلاسکا ایرلاینز اجرا توسط اسکای‌وست | لس‌آنجلس، سن دیه‌گو (آغاز هردو از ۶ نوامبر ۲۰۱۷) |
| آلیتالیا                           | لئوناردو دا وینچی-فیومیچینو |
| آل نیپون ایرویز                    | ناریتا |
| امریکن ایرلاینز                    | شارلوت داگلاس، دالاس-فورت ورث، لس‌آنجلس، میامی، فینکس اسکای هاربر |
| اویانکا                            | ال دورادو |
| اویانکا کاستاریکا                  | خوآن سانتاماریا |
| اویانکا السالوادور                 | السالوادور |
| اویانکا پرو                        | خورخه چاوز |
| بریتیش ایرویز                      | هیترو لندن |
| هواپیمایی جنوبی چین                | بایون گوآنگجو، ونکوور |
| کوپا ایرلاینز                      | توکومن |
| هواپیمایی کوبا                     | خوزه مارتی |
| دلتا ایرلاینز                      | هارتسفیلد-جکسون آتلانتا، متروپولیتن شهرستان وین دیترویت، لس‌آنجلس (آغاز از ۱ دسامبر ۲۰۱۷)، جان اف کندی، سالت‌لیک‌سیتی |
| ایبریا ایرلاین                     | مادرید-باراخاس |
| Interjet                           | ژنرال خوان آلوارز، ال آی سی. خزوس تران پردو، ال دورادو، اینگ. آلبرتو اکوینا اونگای، کانکون، کینتانا رو، چتومال، کینتانا رو، اوهر شیکاگو، ژنرال روبرتو فیرو ویلالوبوس، سیوداد دل کارمن، آبراهام گونزالس، سیوداد اوبرگون، کوزومل، بچیگوایلاتو، دالاس-فورت ورث، دن میگوئل هیدالگو وای کوستیا، لا آررا، خوزه مارتی، ژنرال ایگناسیو پسکویرا گارسیا، جرج بوش، باهیاس د هواتولکو، ایکستاپا-سیواتانخو، منیول مارکوز دلیون، مک‌کاران، دل بایو، خورخه چاوز، لس‌آنجلس، ژنرال رافائل بولنا، منیول کرسسنسیو ریجون، میامی، ملی میناتیتلان/کواتزاکوالکوس، ژنرال ماریانو اسکبیدو، مونترآل-پییر الیوت ترودو، جان اف کندی، سوسوکوتلن، اورلندو سنفورد، Palenque، پورتو اسکاندیدو، ال آی سی. گوستاو دیاز اورداز، ژنرال لوسیو بلانکو، سن آنتونیو، لوس کابوس، خوآن سانتاماریا، پونچیانو آریاگا، آبل سانتاماریا، ژنرال فرنسیسکو خاویر مینا، تیخوانا، پیرسون تورنتو، فرنسیسکو سارابیا، آنگل الباینوو کورزو، خوآن گئوآلبرتو گومس، ژنرال هریبرتو یارا، کارلووس روویروسا پرز                                                                     |
| جت‌بلو                              | فورت لادردیل–هالیوود، اورلاندو |
| کاال‌ام                             | اسخیپول آمستردام |
| تام ایرلاینز                       | سائو پائولو گوارولوس |
| لان ایرلاینز                       | کومودورو ارتورو مرینو بنیتز |
| لان پرو                            | خورخه چاوز |
| لوفت‌هانزا                          | فرانکفورت، مونیخ |
| Magnicharters                      | کانکون، کینتانا رو، باهیاس د هواتولکو، ایکستاپا-سیواتانخو، منیول کرسسنسیو ریجون، ال آی سی. گوستاو دیاز اورداز، لوس کابوس فصلی: کوزومل، پلایا دو اورو |
| ساوت‌وست ایرلاینز                   | ویلیام پی. هابی |
| یونایتد ایرلاینز                   | اوهر شیکاگو، دنور، جرج بوش، لس‌آنجلس، لیبرتی نیوآرک، سانفرانسیسکو، دالس واشینگتن |
| یونایتد اکسپرس                     | جرج بوش |
| ویواآئروبوس                        | کانکون، کینتانا رو، چتومال، کینتانا رو، ژنرال روبرتو فیرو ویلالوبوس، آبراهام گونزالس، دن میگوئل هیدالگو وای کوستیا، باهیاس د هواتولکو، ایکستاپا-سیواتانخو، مک‌کاران (آغاز از ۱۶ دسامبر ۲۰۱۷), ژنرال رافائل بولنا، منیول کرسسنسیو ریجون، ژنرال ماریانو اسکبیدو، پورتو اسکاندیدو، ال آی سی. گوستاو دیاز اورداز، ژنرال لوسیو بلانکو، لوس کابوس، تیخوانا، فرنسیسکو سارابیا، آنگل الباینوو کورزو، کارلووس روویروسا پرز |
| Volaris                            | کانکون، کینتانا رو، چتومال، کینتانا رو، اوهر شیکاگو، ژنرال روبرتو فیرو ویلالوبوس، بچیگوایلاتو، دنور، دن میگوئل هیدالگو وای کوستیا، لا آررا، ژنرال ایگناسیو پسکویرا گارسیا، باهیاس د هواتولکو، ایکستاپا-سیواتانخو، منیول مارکوز دلیون، مک‌کاران، لس‌آنجلس، فورت ولی، ژنرال رافائل بولنا، منیول کرسسنسیو ریجون، ژنرال رودلفو سانچز تابوادا، میامی، ژنرال ماریانو اسکبیدو، جان اف کندی، سوسوکوتلن، اورلاندو، ال آی سی. گوستاو دیاز اورداز، سن آنتونیو (آغاز از ۱۵ سپتامبر ۲۰۱۷), سانفرانسیسکو، لوس کابوس، تاپاچولا، تیخوانا، آنگل الباینوو کورزو، کارلووس روویروسا پرز فصلی: اوکلند |
| Volaris Costa Rica                 | خوآن سانتاماریا (آغاز از ۱۴ سپتامبر ۲۰۱۷) |
| Wingo                              | ال دورادو |

### باری

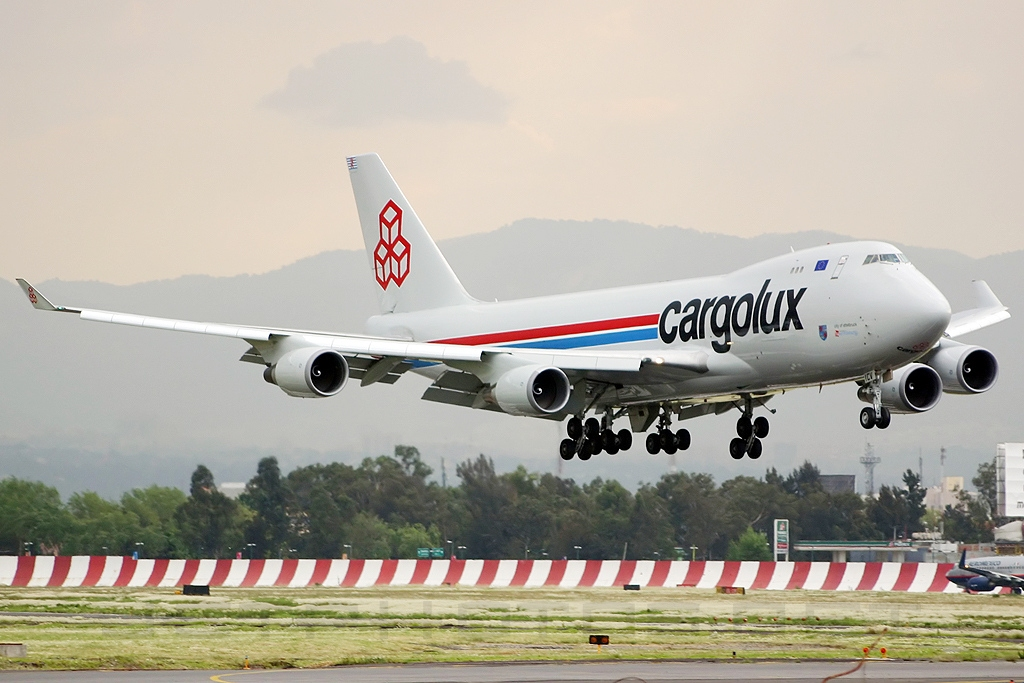
یک فروند بوئینگ ۷۴۷–۴۰۰ کارگولوکس.

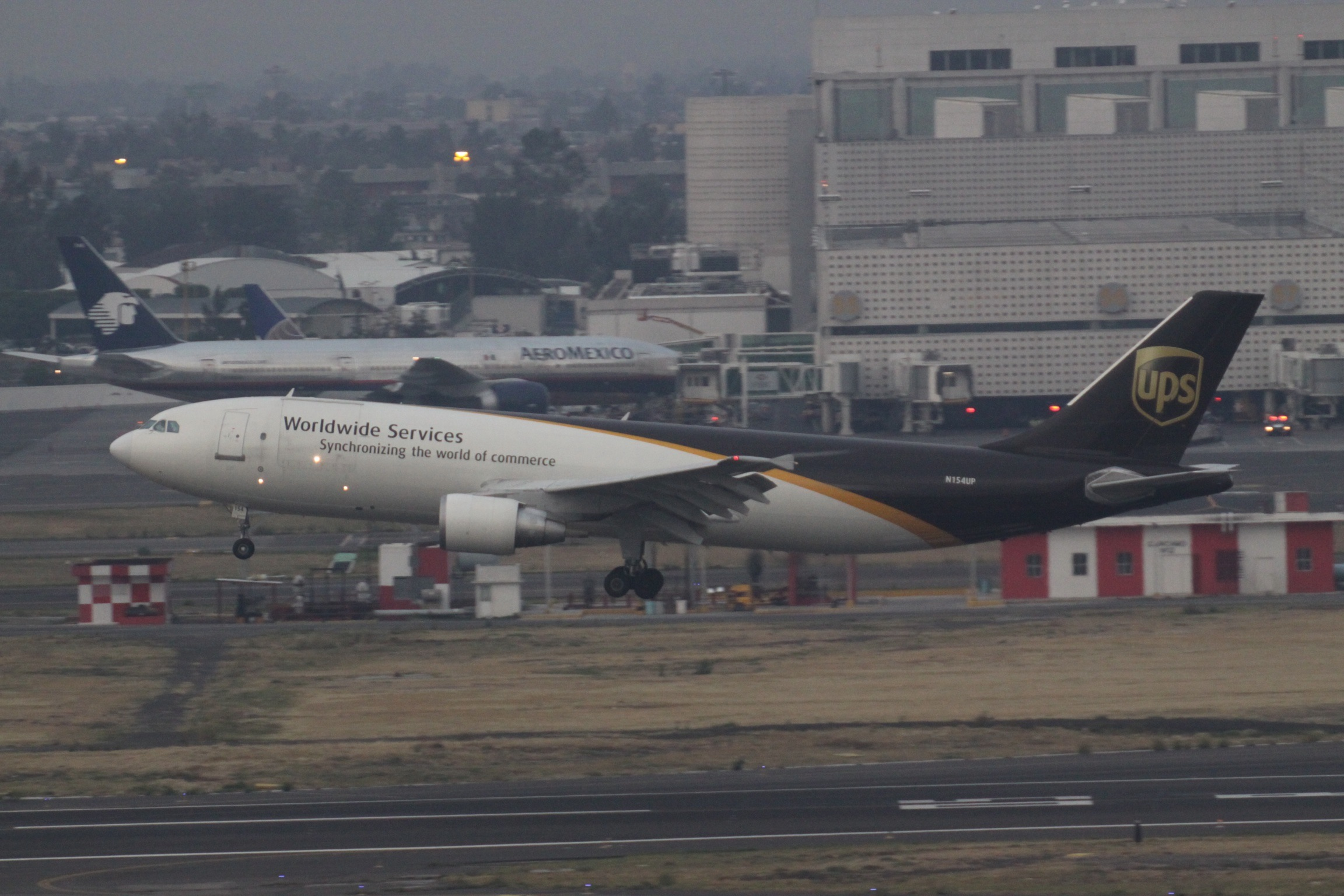
یک فروند ایرباس ای۳۰۰ یوپی‌اس ایرلاینز.

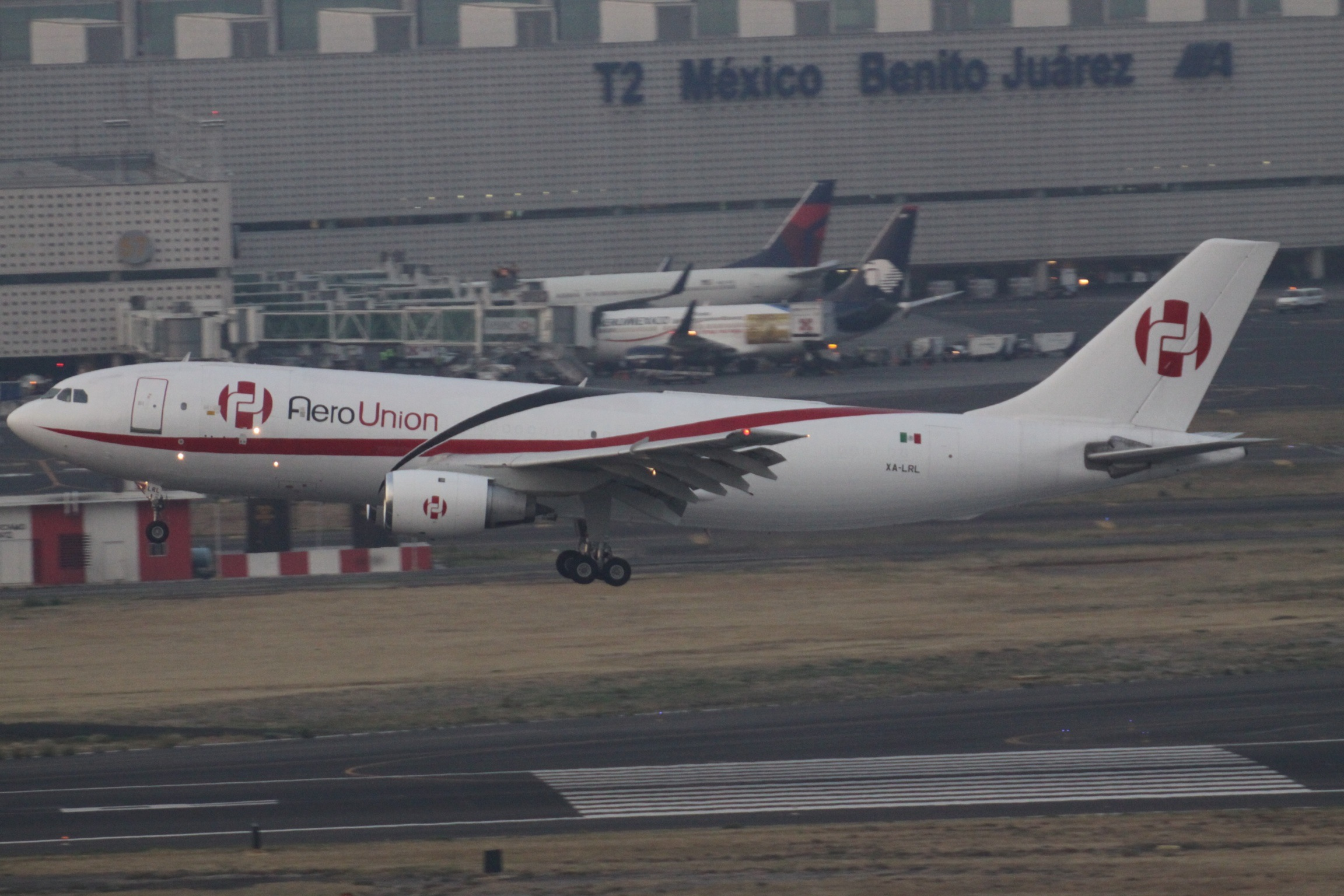
یک فروند ایرباس ای۳۰۰ Aerounión.

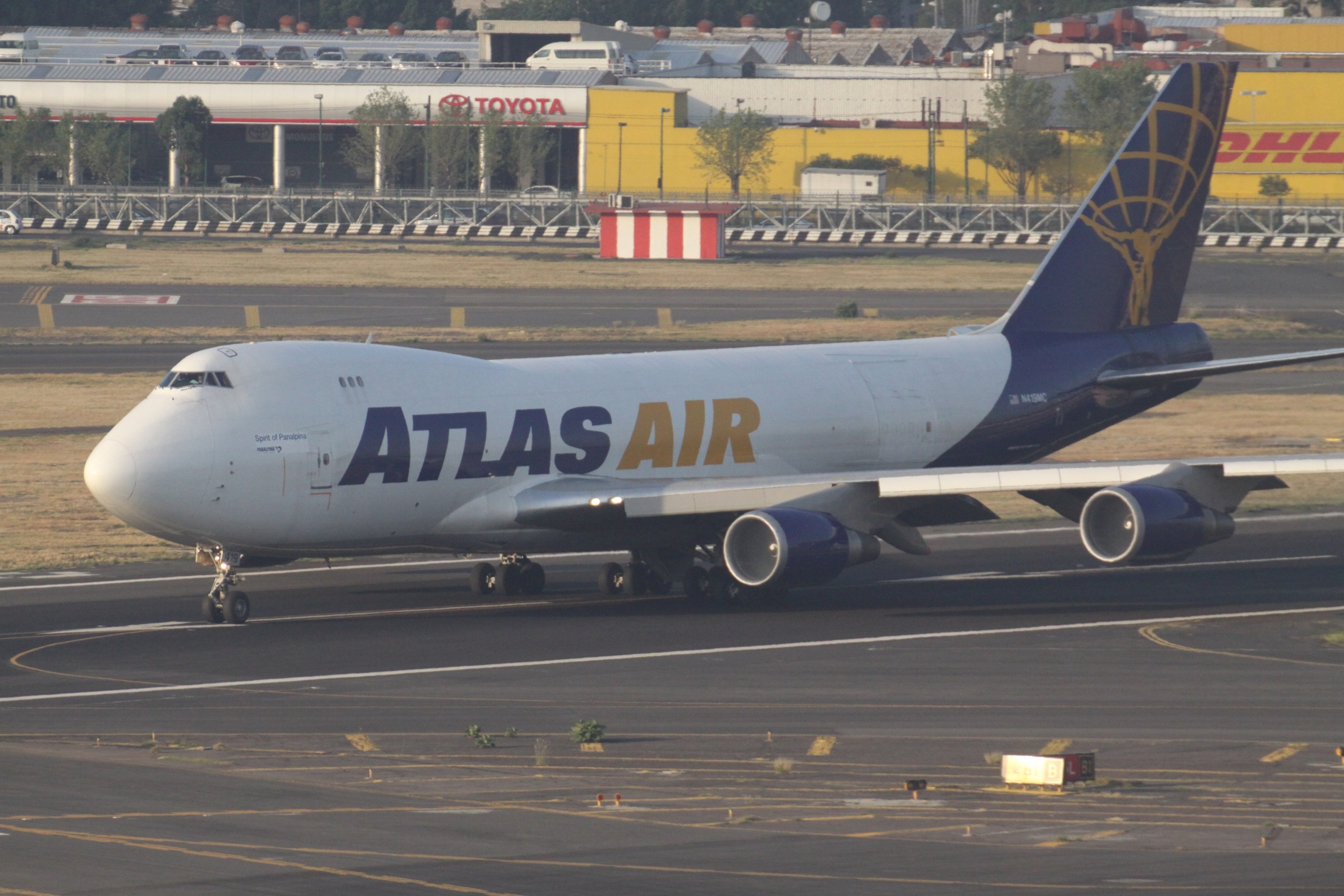
یک فروند بوئینگ ۷۴۷–۴۰۰ اطلس ایر.

| شرکت‌های هواپیمایی             | مقصدهای پروازی |
| ----------------------------- | --- |
| ای‌بی‌ایکس ایر                  | سینسیناتی/کنتاکی شمالی، دن میگوئل هیدالگو وای کوستیا، لس‌آنجلس                                                                                            |
| AeroUnion                     | اوهر شیکاگو، دن میگوئل هیدالگو وای کوستیا، دل بایو، لس‌آنجلس، ژنرال ماریانو اسکبیدو                                                                       |
| ایر فرانس                     | هارتسفیلد-جکسون آتلانتا، دن میگوئل هیدالگو وای کوستیا، جرج بوش، شارل دوگل پاریس، فرنسیسکو جسا کارنئیرو                                                   |
| Amerijet International        | میامی |
| اطلس ایر                      | هانتسویل |
| Avianca Cargo                 | ال دورادو |
| Cargojet                      | جان سی. منرو همیلتن |
| کارگولوکس                     | دالاس-فورت ورث، جرج بوش، لس‌آنجلس، لوگزامبورگ - فیندل، جان اف کندی                                                                                        |
| کارگولوکس اجرا توسط کارگولوکس | میلانو مالپنسا |
| کاتای پاسیفیک                 | تد استیونز انکوریج، دن میگوئل هیدالگو وای کوستیا، هنگ کنگ، لس‌آنجلس                                                                                       |
| Centurion Air Cargo           | میامی فصلی: دن میگوئل هیدالگو وای کوستیا، لس‌آنجلس |
| دی‌اچ‌ال دو گواتمالا            | فصلی: لا آررا |
| امارات اسکای‌کارگو             | کپنهاگ، آل مکتوم، فرانکفورت، جرج بوش، لس‌آنجلس، ساراگوسا                                                                                                  |
| Estafeta Air Cargo            | پونچیانو آریاگا، کارلووس روویروسا پرز فصلی: منیول کرسسنسیو ریجون                                                                                         |
| IAG Cargo                     | مادرید-باراخاس |
| LATAM Cargo México            | ال دورادو، ویراکوپوس-کامپیناس، سیمون بولیوار، دن میگوئل هیدالگو وای کوستیا، لا آررا، لس‌آنجلس، ادواردو گومز، منیول کرسسنسیو ریجون، میامی، خوآن سانتاماریا |
| لوفت‌هانزا کارگو               | اوهر شیکاگو، دالاس-فورت ورث، فرانکفورت، دن میگوئل هیدالگو وای کوستیا، جان اف کندی                                                                        |
| هواپیمایی قطر                 | هارتسفیلد-جکسون آتلانتا، حمد، جرج بوش، لیژ، لس‌آنجلس، لوگزامبورگ - فیندل، ساراگوسا                                                                        |
| یوپی‌اس ایرلاینز               | لوئیویل |